# Liste der Bodendenkmäler in Starnberg
Auf dieser Seite sind die Bodendenkmäler in der oberbayerischen Gemeinde Starnberg zusammengestellt. Diese Tabelle ist eine Teilliste der Liste der Bodendenkmäler in Bayern. Grundlage ist die Bayerische Denkmalliste, die auf Basis des Bayerischen Denkmalschutzgesetzes vom 1. Oktober 1973 erstmals erstellt wurde und seither durch das Bayerische Landesamt für Denkmalpflege geführt wird. Die folgenden Angaben ersetzen nicht die rechtsverbindliche Auskunft der Denkmalschutzbehörde.

## Bodendenkmäler der Gemeinde Starnberg

### Bodendenkmäler in der Gemarkung Hadorf
| Lage              | Objekt | Akten-Nr.     | Bild |
| ----------------- | --- | ------------- | ---- |
| Hadorf (Standort) | Brandopferplatz der römischen Kaiserzeit.                                                                                                 | D-1-7933-0048 |      |
| Hadorf (Standort) | Grabhügel vorgeschichtlicher Zeitstellung.                                                                                                | D-1-7933-0050 |      |
| Hadorf (Standort) | Grabhügel vorgeschichtlicher Zeitstellung.                                                                                                | D-1-7933-0051 |      |
| Hadorf (Standort) | Grabhügel vorgeschichtlicher Zeitstellung.                                                                                                | D-1-7933-0123 |      |
| Hadorf (Standort) | Grabhügel vorgeschichtlicher Zeitstellung.                                                                                                | D-1-7933-0176 |      |
| Hadorf (Standort) | Untertägige spätmittelalterliche und frühneuzeitliche Befunde im Bereich der Katholischen Filialkirche St. Johannes der Täufer in Hadorf. | D-1-7933-0240 |      |

### Bodendenkmäler in der Gemarkung Hanfeld
| Lage               | Objekt | Akten-Nr.     | Bild |
| ------------------ | --- | ------------- | ---- |
| Hanfeld (Standort) | Grabhügel vorgeschichtlicher Zeitstellung. | D-1-7933-0052 |      |
| Hanfeld (Standort) | Grabhügel vorgeschichtlicher Zeitstellung. | D-1-7933-0055 |      |
| Hanfeld (Standort) | Grabhügel vorgeschichtlicher Zeitstellung. | D-1-7933-0069 |      |
| Hanfeld (Standort) | Grabhügel vorgeschichtlicher Zeitstellung. | D-1-7933-0177 |      |
| Hanfeld (Standort) | Grabhügel vorgeschichtlicher Zeitstellung. | D-1-7933-0182 |      |
| Hanfeld (Standort) | Untertägige spätmittelalterliche und frühneuzeitliche Befunde im Bereich der Katholischen Filialkirche St. Michael in Hanfeld.                      | D-1-7933-0234 |      |
| Hanfeld (Standort) | Untertägige spätmittelalterliche und frühneuzeitliche Befunde im Bereich der Katholischen Filialkirche St. Jakobus d. Ä. und Philippus in Mamhofen. | D-1-7933-0236 |      |
| Hanfeld (Standort) | Abgegangene Kapelle mit Klause der frühen Neuzeit (Klausenkapelle zur Hl. Dreifaltigkeit bei Mamhofen).                                             | D-1-7933-0243 |      |
| Hanfeld (Standort) | Grabhügel vorgeschichtlicher Zeitstellung. | D-1-7934-0072 |      |
| Hanfeld (Standort) | Straße der römischen Kaiserzeit (Teilstück der Trasse Gauting-Kempten) mit begleitenden Materialentnahmegruben.                                     | D-1-7934-0148 |      |

### Bodendenkmäler in der Gemarkung Landstetten
| Lage                   | Objekt | Akten-Nr.     | Bild |
| ---------------------- | --- | ------------- | ---- |
| Landstetten (Standort) | Grabhügel vorgeschichtlicher Zeitstellung. | D-1-8033-0155 |      |
| Landstetten (Standort) | Untertägige spätmittelalterliche und frühneuzeitliche Befunde im Bereich der Katholischen Filialkirche St. Jakobus in Landstetten und ihres Vorgängerbaus mit aufgelassenem Friedhof. | D-1-8033-0194 |      |

### Bodendenkmäler in der Gemarkung Leutstetten
| Lage                   | Objekt | Akten-Nr.     | Bild           |
| ---------------------- | --- | ------------- | -------------- |
| Leutstetten (Standort) | Burgstall des hohen Mittelalters (Karlsburg) sowie Siedlung vorgeschichtlicher Zeitstellung.                                                          | D-1-7934-0050 | weitere Bilder |
| Leutstetten (Standort) | Villa rustica der römischen Kaiserzeit. | D-1-7934-0052 | weitere Bilder |
| Leutstetten (Standort) | Turmhügel des Mittelalters. | D-1-7934-0055 |                |
| Leutstetten (Standort) | Grabhügel vorgeschichtlicher Zeitstellung. | D-1-7934-0060 |                |
| Leutstetten (Standort) | Grabhügel vorgeschichtlicher Zeitstellung. | D-1-7934-0070 |                |
| Leutstetten (Standort) | Untertägige mittelalterliche und frühneuzeitliche Befunde im Bereich der Katholischen Filialkirche St. Alto in Leutstetten und ihrer Vorgängerbauten. | D-1-7934-0295 |                |
| Leutstetten (Standort) | Untertägige frühneuzeitliche Befunde im Bereich von Schloss Leutstetten.                                                                              | D-1-7934-0296 |                |
| Leutstetten (Standort) | Untertägige frühneuzeitliche Befunde im Bereich der Katholischen Kapelle St. Peter in Petersbrunn.                                                    | D-1-7934-0299 |                |

### Bodendenkmäler in der Gemarkung Maising
| Lage               | Objekt                                                          | Akten-Nr.     | Bild |
| ------------------ | --------------------------------------------------------------- | ------------- | ---- |
| Maising (Standort) | Villa rustica und Körpergräber der späten römischen Kaiserzeit. | D-1-8033-0084 |      |

### Bodendenkmäler in der Gemarkung Percha
| Lage              | Objekt | Akten-Nr.     | Bild |
| ----------------- | --- | ------------- | ---- |
| Percha (Standort) | Burgstall des hohen oder späten Mittelalters mit vorgelagerter Wegsperre (Schlossberg).                                                              | D-1-7934-0058 |      |
| Percha (Standort) | Untertägige mittelalterliche und frühneuzeitliche Befunde im Bereich der Katholischen Filialkirche St. Valentin in Percha und ihrer Vorgängerbauten. | D-1-8034-0172 |      |

### Bodendenkmäler in der Gemarkung Perchting
| Lage                 | Objekt | Akten-Nr.     | Bild |
| -------------------- | --- | ------------- | ---- |
| Perchting (Standort) | Grabhügel vorgeschichtlicher Zeitstellung. | D-1-7933-0061 |      |
| Perchting (Standort) | Straße der römischen Kaiserzeit (Teilstück der Trasse Gauting-Kempten).                                                                                      | D-1-7933-0063 |      |
| Perchting (Standort) | Untertägige mittelalterliche und frühneuzeitliche Befunde im Bereich der Katholischen Filialkirche Mariä Heimsuchung in Perchting und ihrer Vorgängerbauten. | D-1-7933-0180 |      |
| Perchting (Standort) | Grabhügel mit Bestattungen der Hallstattzeit. | D-1-8033-0088 |      |
| Perchting (Standort) | Grabhügel mit Bestattungen der Hallstattzeit und der frühen römischen Kaiserzeit.                                                                            | D-1-8033-0089 |      |
| Perchting (Standort) | Grabhügel vorgeschichtlicher Zeitstellung. | D-1-8033-0090 |      |

### Bodendenkmäler in der Gemarkung Starnberg
| Lage                 | Objekt | Akten-Nr.     | Bild |
| -------------------- | --- | ------------- | ---- |
| Starnberg (Standort) | Grabhügel vorgeschichtlicher Zeitstellung. | D-1-7934-0047 |      |
| Starnberg (Standort) | Mehrgliedriger Ringwall des frühen oder älteren Mittelalters.                                                                                              | D-1-7934-0048 |      |
| Starnberg (Standort) | Verebnete Grabhügel vorgeschichtlicher Zeitstellung. | D-1-7934-0049 |      |
| Starnberg (Standort) | Straße der römischen Kaiserzeit (Teilstück der Trasse Gauting-Kempten) mit begleitenden Materialentnahmegruben.                                            | D-1-7934-0147 |      |
| Starnberg (Standort) | Straße der römischen Kaiserzeit (Teilstück der Trasse Gauting-Kempten) mit begleitenden Materialentnahmegruben.                                            | D-1-7934-0149 |      |
| Starnberg (Standort) | Untertägige mittelalterliche und frühneuzeitliche Befunde im Bereich von Schloss Starnberg und seiner Vorgängerbauten mit zugehörigen Gartenanlagen.       | D-1-7934-0290 |      |
| Starnberg (Standort) | Untertägige mittelalterliche und frühneuzeitliche Befunde im Bereich der Katholischen Filialkirche St. Peter und Paul in Rieden und ihrer Vorgängerbauten. | D-1-7934-0297 |      |
| Starnberg (Standort) | Abgegangene Kirche des Mittelalters und der frühen Neuzeit (St. Benedikt in Aschheim) mit aufgelassenem Friedhof.                                          | D-1-8034-0123 |      |
| Starnberg (Standort) | Untertägige frühneuzeitliche Befunde im Bereich der Katholischen Pfarrkirche St. Joseph in Starnberg (Alte Pfarrkirche).                                   | D-1-8034-0166 |      |
| Starnberg (Standort) | Abgegangene Kirche des späten Mittelalters und der frühen Neuzeit (St. Georg bei Starnberg).                                                               | D-1-8034-0222 |      |

### Bodendenkmäler in der Gemarkung Söcking
| Lage               | Objekt | Akten-Nr.     | Bild |
| ------------------ | --- | ------------- | ---- |
| Söcking (Standort) | Verebneter Grabhügel mit Bestattungen der Bronzezeit.                                                             | D-1-7933-0066 |      |
| Söcking (Standort) | Verebnete Grabhügel vorgeschichtlicher Zeitstellung.                                                              | D-1-7933-0068 |      |
| Söcking (Standort) | Grabhügel vorgeschichtlicher Zeitstellung.                                                                        | D-1-7933-0122 |      |
| Söcking (Standort) | Untertägige mittelalterliche und frühneuzeitliche Befunde im Bereich der Ev.-Luth. Kirche St. Stephan in Söcking. | D-1-7933-0232 |      |

### Bodendenkmäler in der Gemarkung Wangen
| Lage              | Objekt | Akten-Nr.     | Bild |
| ----------------- | --- | ------------- | ---- |
| Wangen (Standort) | Grabhügel vorgeschichtlicher Zeitstellung. | D-1-7934-0056 |      |
| Wangen (Standort) | Grabhügel vorgeschichtlicher Zeitstellung. | D-1-7934-0059 |      |
| Wangen (Standort) | Grabhügel vorgeschichtlicher Zeitstellung. | D-1-7934-0061 |      |
| Wangen (Standort) | Grabhügel vorgeschichtlicher Zeitstellung. | D-1-7934-0123 |      |
| Wangen (Standort) | Grabhügel vorgeschichtlicher Zeitstellung. | D-1-7934-0266 |      |
| Wangen (Standort) | Untertägige mittelalterliche und frühneuzeitliche Befunde im Bereich der Katholischen Filialkirche St. Ulrich in Wangen und ihres Vorgängerbaus. | D-1-7934-0294 |      |
| Wangen (Standort) | Grabhügel vorgeschichtlicher Zeitstellung. | D-1-7934-0328 |      |